# 聖母の死 (カラヴァッジョ)
『聖母の死』（せいぼのし、伊: La Morte della Vergine, 仏: La Mort de la Vierge, 英: The Death of the Virgin）は、イタリアのバロック期の巨匠ミケランジェロ・メリージ・ダ・カラヴァッジョが1601年から1606年に制作した絵画である。油彩。カラヴァッジョの代表作の1つで、聖母の死を主題としている。サンタ・マリア・デッラ・スカラ教会の礼拝堂のために制作されたが、品位に欠けるとして物議をかもし、最終的にピーテル・パウル・ルーベンスの勧めでマントヴァ公爵ヴィンチェンツォ1世・ゴンザーガによって購入された。現在はパリのルーヴル美術館に所蔵されている。

## 主題
聖母の死の伝説については『新約聖書』では言及されていないが、外典福音書で様々に述べられたのち、13世紀のヤコブス・デ・ウォラギネの『黄金伝説』で大きく発展した。西洋美術ではこの頃から聖母の死が描かれるようになり、しばしば聖母被昇天と結びつけられて表現された。伝説によると聖母マリアは72歳のときに天使が現れ、3日後に死ぬことを予告されたといわれる。聖母の死に際しては天使が各地で活動する使徒たちを招集し、聖母が伏している部屋まで連れて行った。そして夜中の3時頃にキリストが天使の一団とともに天国から現れ、その翌朝、キリストの腕に抱かれて昇天した。一説によると聖母は死を経験してはおらず、被昇天するまでの3日の間眠っていただけであるとされ、そのため「聖母の御眠り」とも呼ばれる。反宗教改革においては苦痛を感じることなく死に至ったと考えられ、17世紀の宗教画ではしばしば使徒たちに囲まれた聖母が玉座に座ったまま死ぬ姿が描かれている。

## 制作経緯
1601年、ローマ教皇の法務顧問ラエルツィオ・ケルビーニによって、ローマのトラステヴェレにあるカルメル会のサンタ・マリア・デッラ・スカラ教会の礼拝堂のためにカラヴァッジョに発注された。カラヴァッジョは1606年春に決闘でラヌッチョ・トマゾーニ（Ranuccio Tommasoni）という青年を殺害し、ローマから逃亡しているため、それまでに完成させたと考えられている。

## 作品

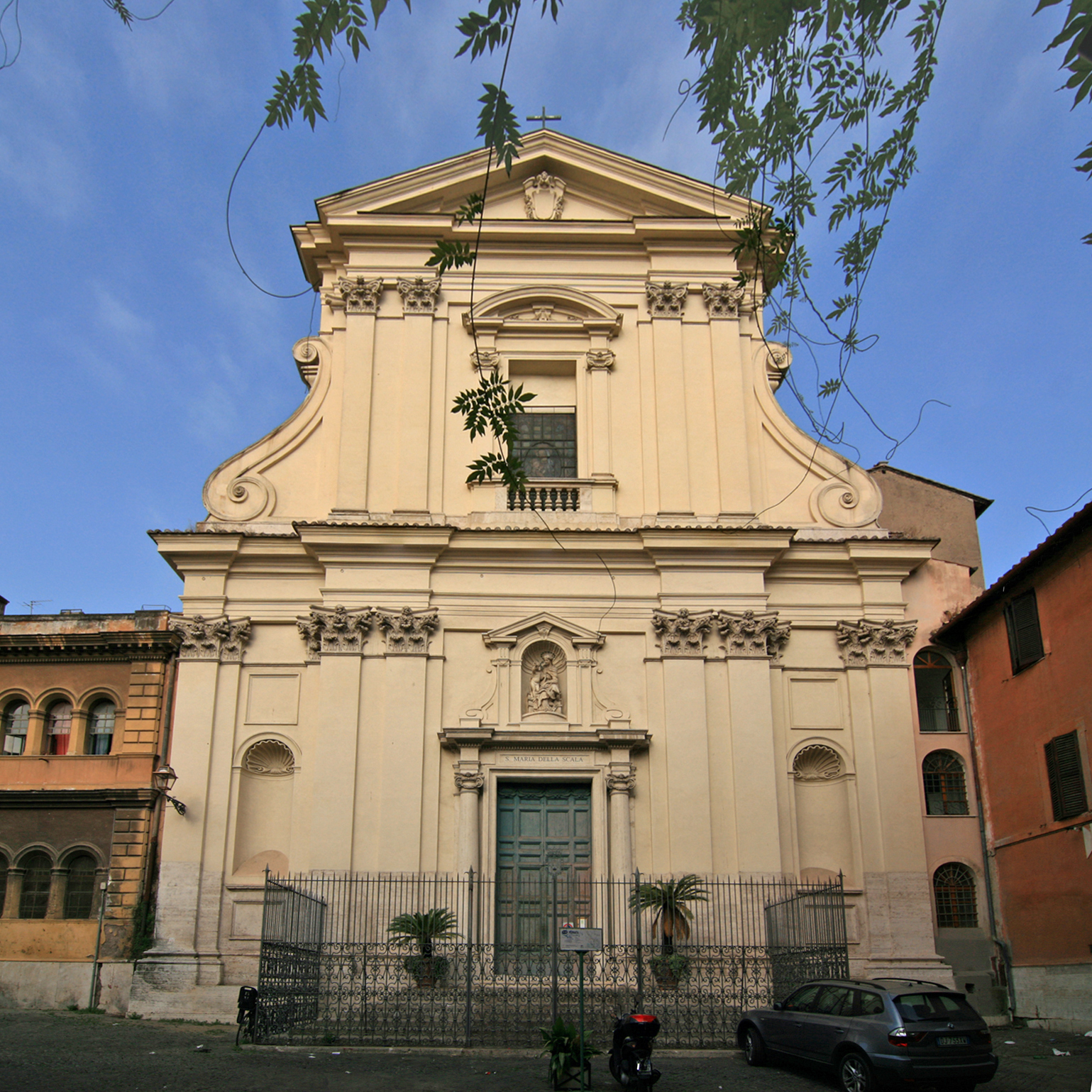
サンタ・マリア・デッラ・スカラ教会のファサード。

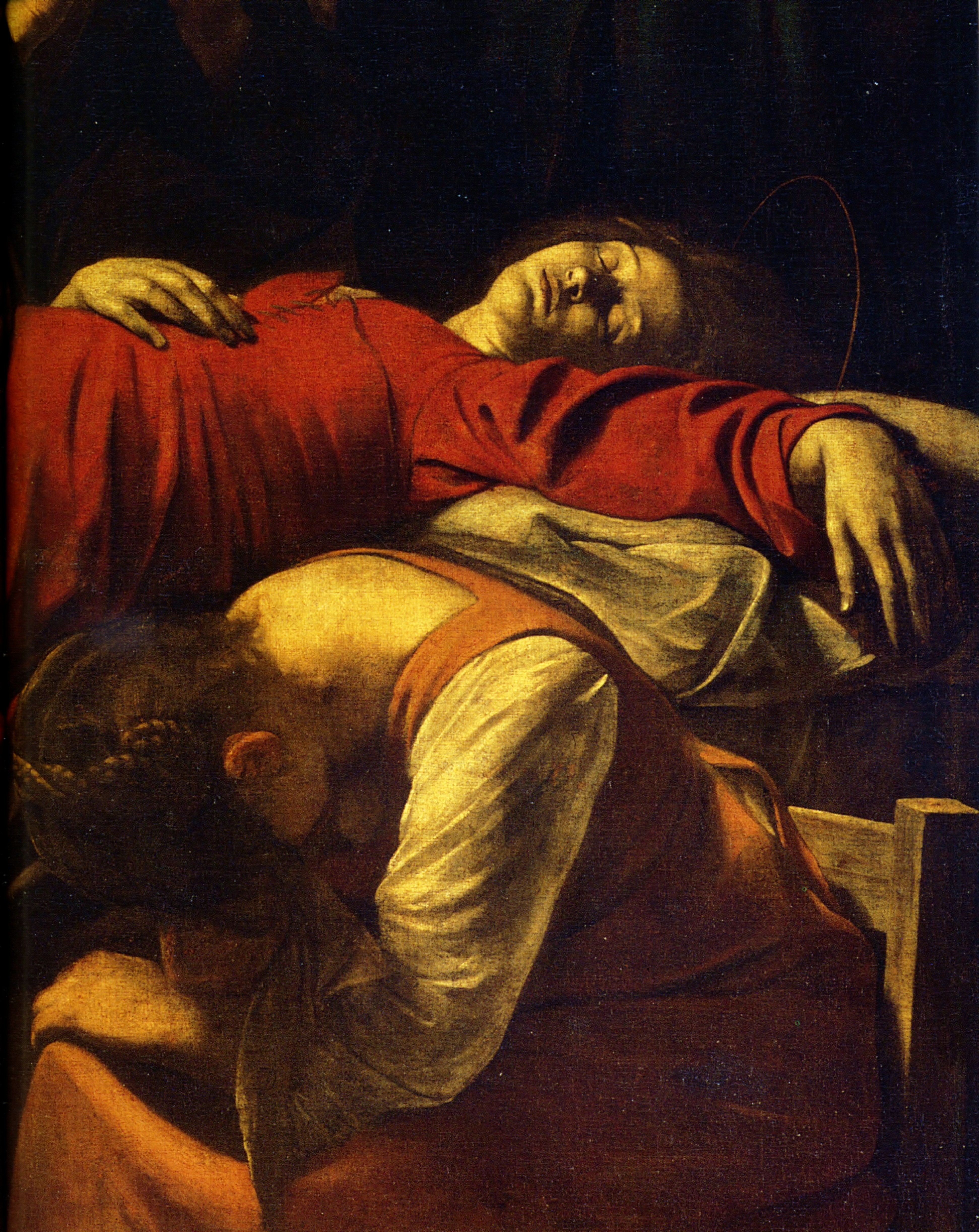
横たわる聖母の遺体と、深く悲しむマグダラのマリア。カラヴァッジョは残された者たちの顔を覆うことで悲しみの深さを表現している。

本作品はその大きさと厳粛さ、そして自然主義の点で、ヴァチカン美術館所蔵の『キリストの埋葬』（La Deposizione）を思い出させる。人物はほぼ等身大である。聖母マリアは真っ赤なドレスを着て横たわっている。ぐったりと横たわる頭、垂れ下がった腕、膨らんだ足を伸ばしている様は、死すべき運命から逃れられない聖母の遺体の生々しい現実的な光景を描写している。カラヴァッジョは、聖母の神聖さを示すために用いられてきた伝統的な図像を完全に放棄している。この抜け殻となった身体には、もはや宗教画に見られる聖人への敬意を表す表現は何も残されていない。画面左の高い窓から光が差し込んで使徒たちの頭部を照らし、そののち聖母の身体の上の方に落ちている。聖母の上には悲嘆している若い福音記者聖ヨハネが立っており、画面右前景にはマグダラのマリアが椅子に座ったまま身を前かがめ、膝の上に置いた両腕に頭を埋めている。

### 構図
構図はこの絵画の中心テーマである聖母を中心に配置されている。聖母の遺体を取り囲むのは悲しみに打ち負かされたマグダラのマリアと使徒たちである。他の者たちは彼らの背後で落ち着きなく動いている。密に詰まった人々の塊と彼らのポーズは鑑賞者の目を聖母の遺体へと誘導している。カラヴァッジョはマグダラのマリアのより深い悲しみを、感情を露にした表情ではなく、顔を隠すことで表現している。画面を覆う漆黒の闇の中から対象を浮かび上がらせることに長けていたカラヴァッジョは、様々な感情を捉えるマニエリスム的な表現には興味がなかった。本作品はいくつかの点で静かな哀悼を示しており、泣き叫ぶ人々の儀礼を描いているのではない。むせぶような悲しみは顔の見えない感情的な沈黙の中で生じている。聖母の神聖さは、彼女の糸のような光輪にはっきりと認める。カラヴァッジョはあらゆる逸話の細部を抑制し、これらの人物の唯一の存在である聖母と彼らの感情の激しさを通して、この静かな場面に並外れた記念碑性を与えている。画面上部では血のように赤い布の劇的な衣文表現が迫っている。「埋葬」を描いた絵画ではよくあるモチーフだが、ここではシーンの劇的な効果を高めるために使用されている。

### キアロスクーロ
カラヴァッジョは物体、人物、衣服のボリュームを形作るために明暗のニュアンスを利用している。しかし中でも特に、このプロセスを通じて、まばゆいばかりの光に照らされた聖母の物理的な存在感を強調している。またカラヴァッジョは一連の明るい領域を通じて奥行きの錯覚を作り出している。鑑賞者の視線は前景のマグダラのマリアの首の後ろから絵画空間にさらに侵入し、聖母の顔から使徒たちの手や頭部へと移っていく形になっている。

## 来歴
本作品は死亡している聖母をはっきり描いた最後の主要なカトリックの芸術作品であり、完成すると同時代の人々に衝撃を与えた。カラヴァッジョは被昇天ではなく彼女の死を描いており、その描写はあまりにも人間的、現実的であり、聖母が天国に昇天することを示唆するような描写は皆無であった。
本作品が制作されたのは、聖母被昇天の教義がまだローマ教皇によってエクス・カテドラで正式に発表されていなかったものの、数世紀にわたってその地位を確立してきた頃であった。教皇ピウス12世は聖母被昇天を教義上に定義した1950年の使徒憲章『ムニフィケンティシムス・デウス』（Munificentissimus Deus）の中で、被昇天に関連して聖母マリアが実際に死を経験したかどうかという問題を未解決のままにしたが、少なくとも5回にわたり彼女の死の事実を仄めかしている。『新約聖書』はこの件についてまったく言及していない。17世紀までにカトリック教徒は、この主題を描いた同時代の絵画の大部分で示されているように、聖母がこの世を去ったとき生きていたと考えるのが通例であった。「死」のそのときまで彼女は痛みも病気も感じておらず、肉体も精神も老化していたとしても健康であったと大方の人々が信じていた。
絵画は聖母の死の描写が物議を醸し、礼拝堂にそぐわないとして教会側に拒否された。拒否された正確な理由は不明である。当時の美術収集家であり、作家であったジュリオ・マンチーニは、カラヴァッジョはおそらく愛人の娼婦をモデルに聖母を描いたと考えた。また画家であり美術史家のジョヴァンニ・バリオーネと美術理論家のジョヴァンニ・ピエトロ・ベッローリは拒否された原因が聖母の外観にあるとした。いずれにせよ教会の聖職者たちは絵画を拒否し、カラヴァッジョの忠実な追随者であるカルロ・サラチェーニに代替品を発注した（しかし彼らはサラチェーニの作品にも納得をせず、描き直しを要求している）。カラヴァッジョがローマを去ったのちに絵画を購入したのはマントヴァ公爵ヴィンチェンツォ1世・ゴンザーガであった。当時のマントヴァ宮廷には後のフランドルの巨匠ピーテル・パウル・ルーベンスが仕えており、絵画を見たルーベンスはカラヴァッジョの最高傑作の1つと称賛した。ヴィンチェンツォ1世の購入はルーベンスの推薦を受けてのことであった。マントヴァの大使ジョヴァンニ・マーニ（Giovanni Magni）は、絵画を1607年4月1日から7日の短期間だけコルソ通りにある自宅で展示した。複製の制作は全面的に禁止された。
その後、公爵家のコレクションは1627年にフェルディナンド・ゴンザーガが死去したのち、イングランド国王チャールズ1世に売却された。清教徒革命でチャールズ1世が処刑されると王のコレクションは競売にかけられ、多くの優れた絵画とともにエバーハルト・ジャバッハに売却された。さらに1671年にフランス国王ルイ14世に売却され、フランス革命の後に国有財産となった。

## ギャラリー
関連作品

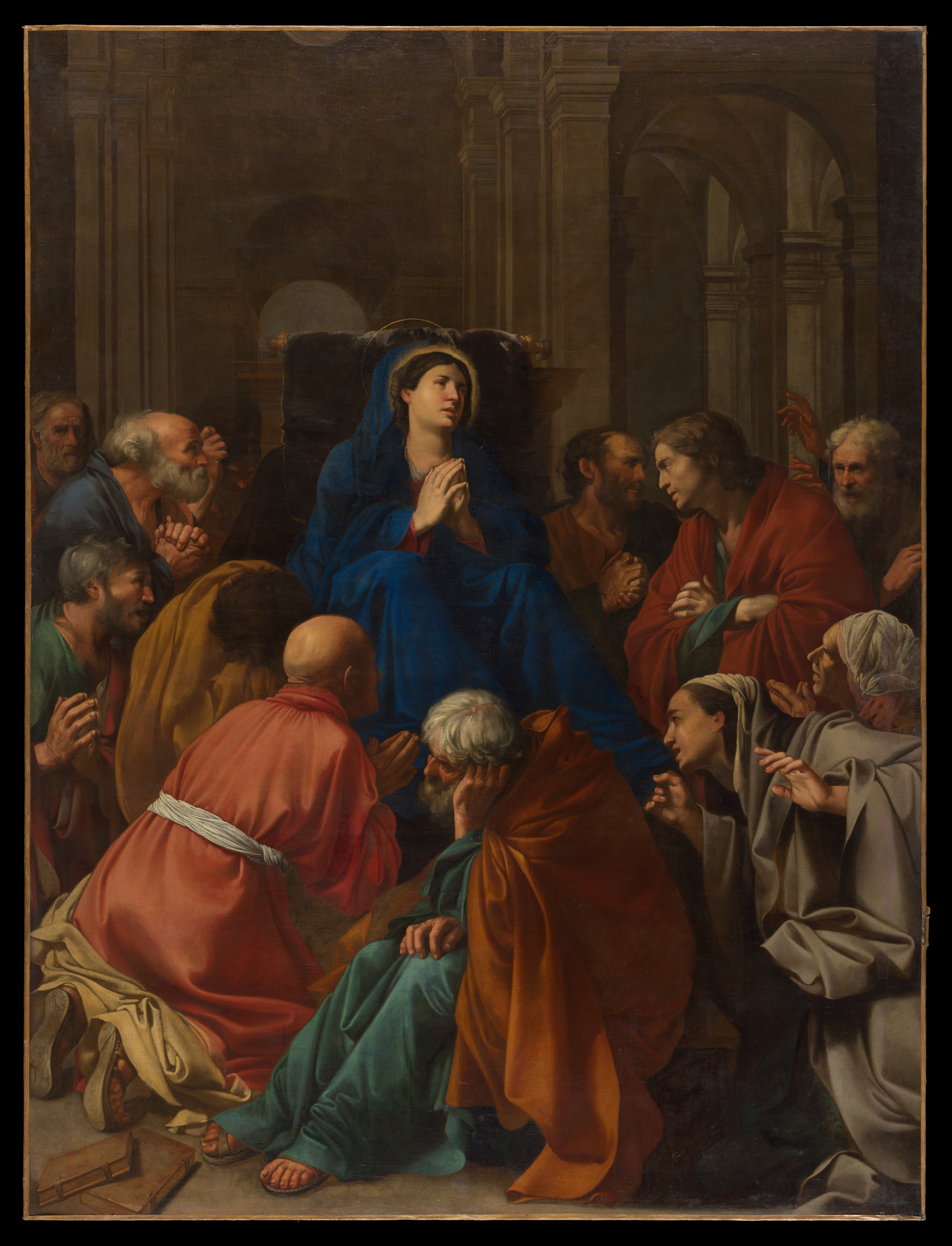
カルロ・サラチェーニの第1作『聖母の死』1612年頃 メトロポリタン美術館所蔵
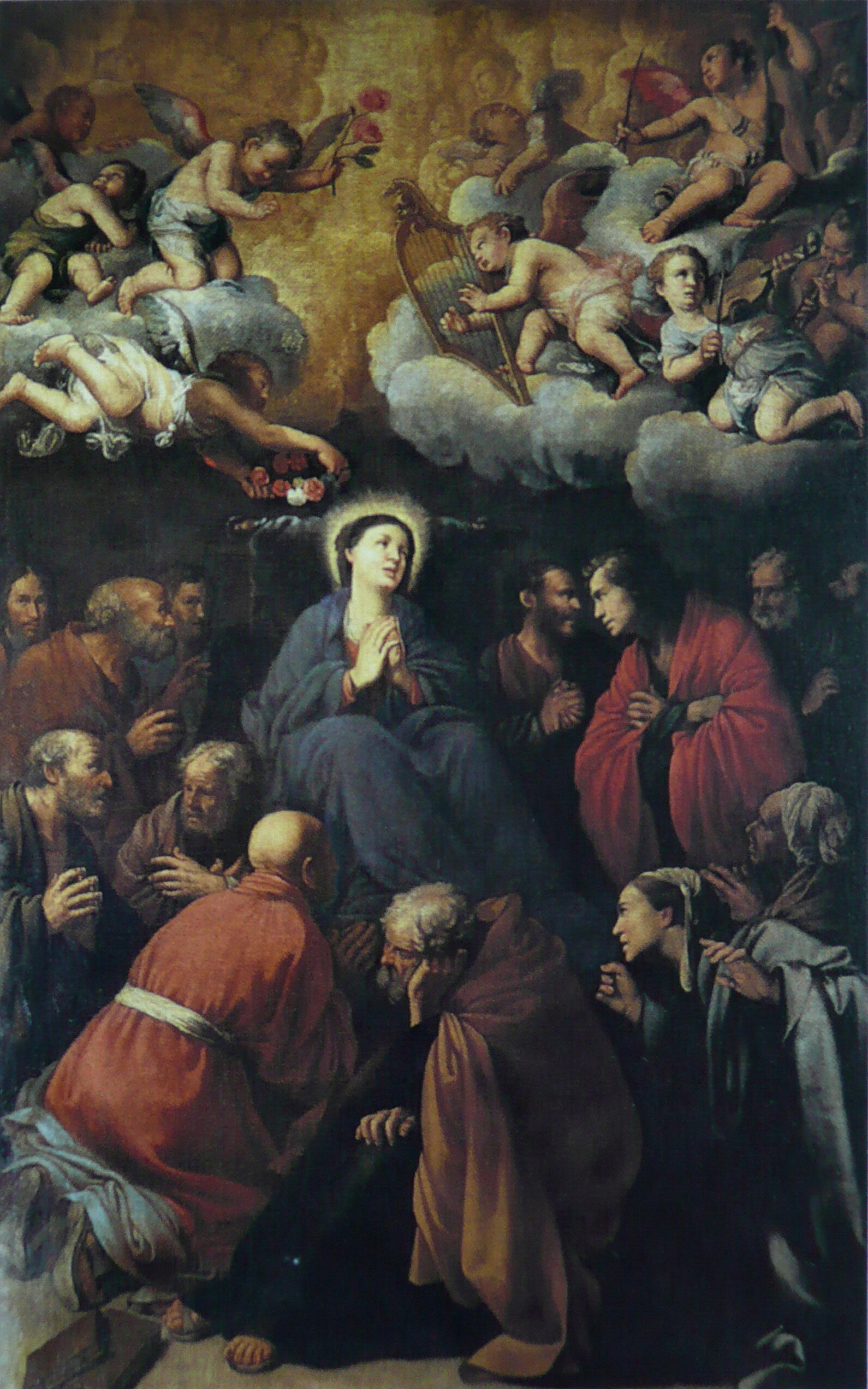
カルロ・サラチェーニの第2作『聖母の死』1610年 サンタ・マリア・デッラ・スカラ教会（英語版）所蔵